# ハリー・イーデン
ハリー・イーデン（Harry Eden, 1990年3月1日 - ）は、イギリス（イングランド）の俳優。

## 略歴
1990年、エセックスのハーロウの生まれ。俳優の父親をもつ。　
ミュージカル『オリバー!』のアートフル・ドジャー役に影響され、イギリス国内の映画学校シルビア・ヤング・シアター・スクールに入学、演技を学ぶ。
2002年にGillies MacKinno監督映画『Pure』（2002年）において麻薬中毒の母を支える主人公の少年ポール役で、約2500人の中から抜擢されスクリーンデビュー。その後、P・J・ホーガン監督の『ピーター・パン』（2003年）や、ロマン・ポランスキー監督の『オリバー・ツイスト』（2005年）などの映画作品に出演。ほかにもイギリスのTVドラマなどに出演し、実力派俳優として評価を得ている。
大人気のイギリス映画シリーズ『ハリー・ポッター』の出演依頼を「役が自分に合わない」という理由で断ったという噂がある。

## 出演作品
- PURE ピュア（2002年）：ポール役
- ピーター・パン（2003年）：ロストボーイズのニブス
- Real men（2003年）：Russel Wade役
- Bleak House（2005）：ジョー役
- オリバー・ツイスト（2005年）：アートフル・ドジャー役
- The　Lazarus　Child（2005年）：Ben Heywood役
- 刑事フォイル（2007年）
- フラッシュバック（2008年）：主人公ジョー・スコットの青年時代　※日本劇場未公開